# جان کاستلو
جان کاستلو (انگلیسی: John Costelloe؛ ‏ ۸ نوامبر ۱۹۶۱ – ۱۶ دسامبر ۲۰۰۸) بازیگر تئاتر، سینما و تلویزیون اهل ایالات متحده آمریکا بود.
از فیلم‌ها یا برنامه‌های تلویزیونی که وی در آن نقش داشته است، می‌توان به جان‌سخت ۲، آخرین خروجی به بروکلین، چه کسی را باید بکشم و باران سیاه اشاره کرد.